# Xã Montague, Michigan
Xã Montague (tiếng Anh: Montague Township) là một xã thuộc quận Muskegon, tiểu bang Michigan, Hoa Kỳ. Năm 2010, dân số của xã này là 1.600 người.